# 石見簗瀬駅
石見簗瀬駅（いわみやなぜえき）は、かつて島根県邑智郡美郷町簗瀬にあった、西日本旅客鉄道（JR西日本）三江線の駅（廃駅）である。
三江線の廃止に伴い、2018年（平成30年）4月1日に廃駅となった。

## 歴史

### 年表

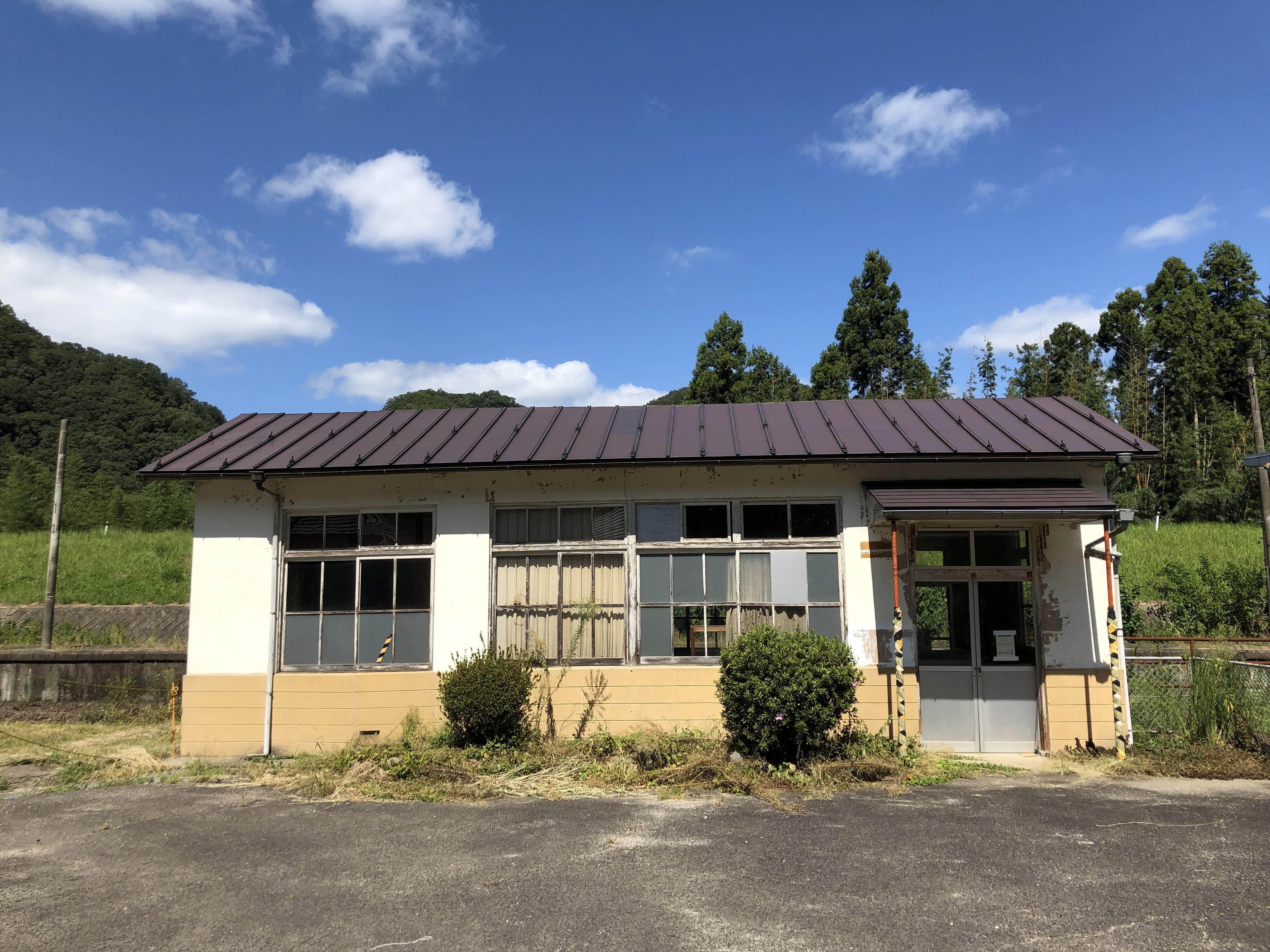
廃線後の駅舎（2019年9月）

- 1935年（昭和10年）12月2日：三江線が石見川本駅から延伸した際に、終着駅（有人駅）として開業[4]。
- 1937年（昭和12年）10月20日：三江線が当駅から浜原駅まで延伸し、途中駅となる[4]。
- 1955年（昭和30年）3月31日：三江南線開業に伴い、従来の三江線が三江北線に改称され、当駅も同線所属の駅となる[4]。
- 1959年（昭和34年）11月1日：業務委託駅となる[6]。
- 1974年（昭和49年）10月1日：貨物の取り扱いを廃止[7]。
- 1975年（昭和50年）8月31日：当駅を含む江津駅 - 三次駅間が全通したため三江北線が現行の三江線の一部となり、当駅も同線所属の駅となる[4]。
- 1984年（昭和59年）2月1日：荷物扱い廃止[7]。
- 1985年（昭和60年）3月14日：駅員無配置駅となる[8]。
- 1987年（昭和62年）4月1日：国鉄分割民営化により、西日本旅客鉄道が承継[4]。
- 1999年（平成11年）3月13日：3月12日午後0時半から江津 - 口羽駅間を運休して、列車交換設備を撤去[9]。周辺では同時に、川平・川戸・因原の各駅でも交換設備が撤去された[9]ため、江津駅 - 浜原駅間では列車交換が可能な駅が石見川本駅のみとなった[10]。
- 2018年（平成30年）4月1日：三江線の全線廃止に伴い、廃駅となる。

### 地名の由来
川辺に梁（やな）を仕掛けて魚を捕るところだという。日本全国に散在し、東大寺文書には養和元年（1181年）に「伊賀国名張郡簗瀬庄」の地名が見える。

## 駅構造
地上駅。元は島式ホーム1面2線を有する駅であったが、1999年（平成11年）3月に駅舎側の線路（かつての上り線）が撤去され、それ以降は単式ホーム1面1線の停留所構造となっていた。しかし、構内踏切の跡は残っており、そこを通って構内の南側にある駅舎とホームの間を移動できた。かつては駅員が常駐していたが、廃止時には浜田鉄道部が管理する無人駅となっており、自動券売機などは設置されなかった。
2019年（令和元年）11月末日時点で、当駅の旧駅舎は老朽化に伴い取り壊されており、その跡地は更地となっている。

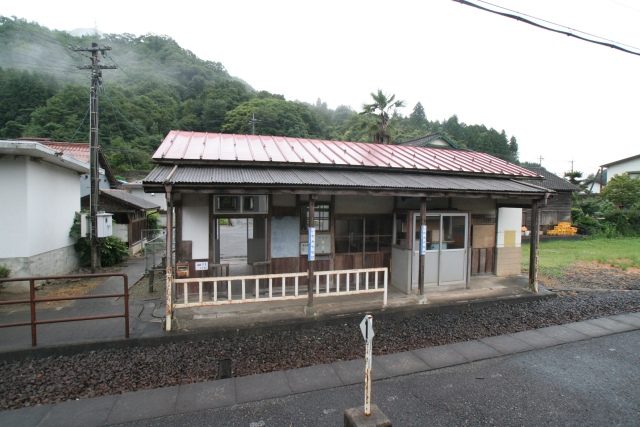
構内側からみた駅舎（2007年8月）
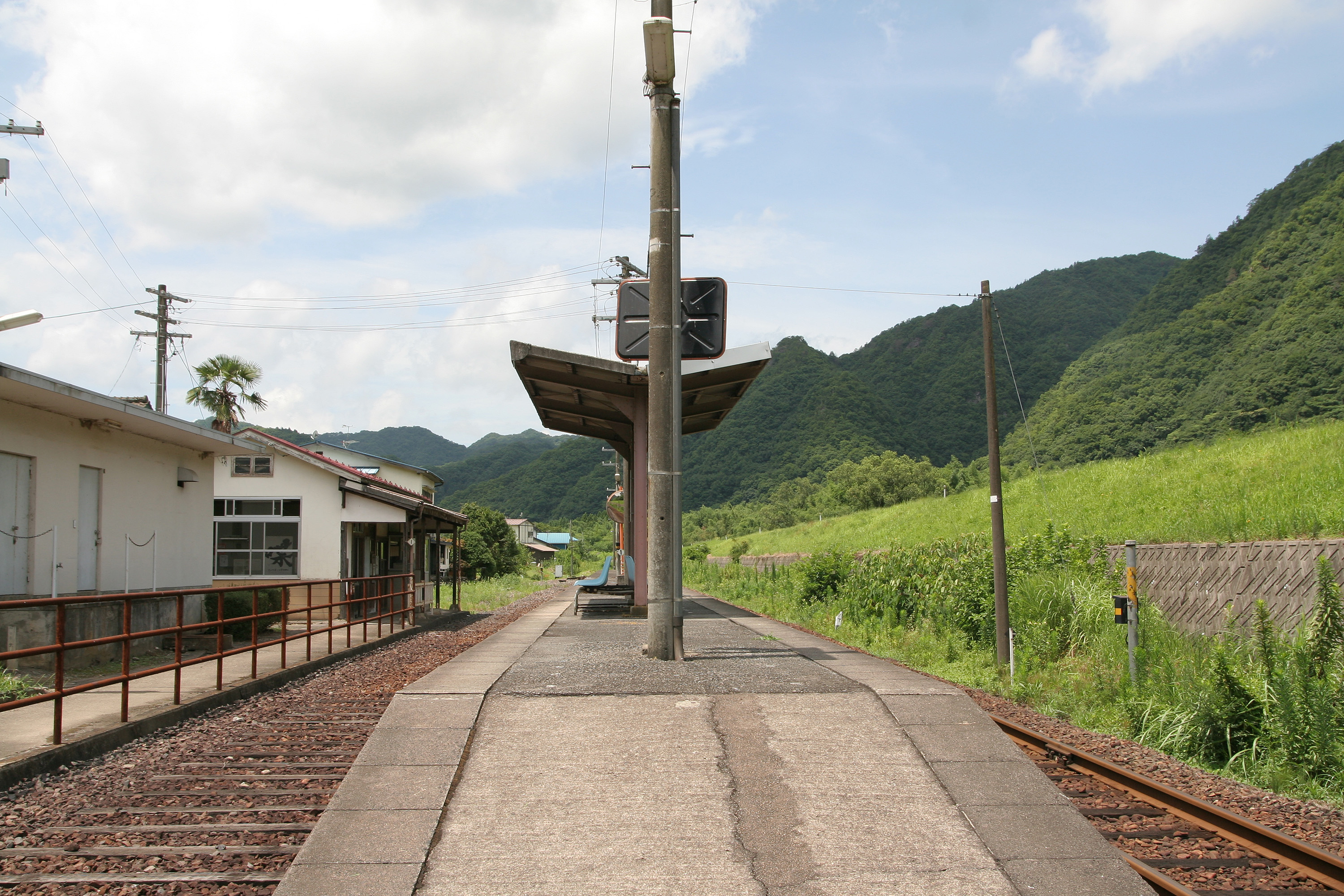
構内（2008年7月）

## 利用状況
近年の1日平均乗車人員は以下の通りである。なお、1994年度は66人、1984年度は103人だった。
| 乗車人員推移 | 乗車人員推移 |
| 年度         | 1日平均人数  |
| ------------ | ------------ |
| 1999         | 46           |
| 2000         | 42           |
| 2001         | 32           |
| 2002         | 20           |
| 2003         | 27           |
| 2004         | 18           |
| 2005         | 22           |
| 2006         | 21           |
| 2007         | 22           |
| 2008         | 19           |
| 2009         | 24           |
| 2010         | 16           |
| 2011         | 14           |
| 2012         | 8            |
| 2013         | 3            |
| 2014         | 7            |
| 2015         | 8            |
| 2016         | 8            |
| 2017         | 9            |

## 駅周辺
旧吾郷村の中心部にあり、そのため住宅がやや多い。
- 吾郷郵便局

## バス路線
三江線廃止前は美郷町スクールバス邑智循環線「簗瀬駅前」バス停があった。2018年（平成30年）4月現在、簗瀬駅前停留所に大和観光の川本美郷線が乗り入れている。

## その他
- 三江線活性化協議会により、石見神楽の演目名にちなんだ「岩戸」の愛称が付けられていた。駅近くに鎮座する天津神社が天津神を祀ることから、高天原神話の天岩戸を連想させている[2][3][13]。

## 隣の駅
西日本旅客鉄道（JR西日本）
 三江線
乙原駅 - 石見簗瀬駅 - 明塚駅

#### 統計資料
1. ↑  “島根県統計書”. しまね統計情報データベース.   島根県政策企画局. 2025年2月5日閲覧。